# Bundenbach
Bundenbach település Németországban, Rajna-vidék-Pfalz tartományban. Lakosainak száma 854 fő (2023. december 31.).

## Népesség
A település népességének változása:
| Lakosok száma | 1035 | 941  | 854  | 856  | 841  | 843  | 854  |
|               | 1975 | 2010 | 2017 | 2019 | 2021 | 2022 | 2023 |